# Luc Morjaeu
Luc Morjaeu  (Niel, 11 januari 1960) is een Vlaams stripauteur. In het verleden stond hij bekend om stripreeksen als Biep en Zwiep en de vedettestrip Familie Backeljau.
Sinds februari 2005 werkt hij voor Studio Vandersteen, waar hij de leiding had over het tekenteam van Suske en Wiske. In juni 2023 heeft hij aangekondigd per september te stoppen als hoofdtekenaar van Suske en Wiske. Op 6 september 2023 verscheen het laatste album door hem getekend.

## Biografie
Hij studeerde Vrije Grafiek aan de Koninklijke Academie voor Schone Kunsten en het Nationaal Hoger Instituut te Antwerpen.
Samen met Dirk Michiels was hij in de jaren 80 de oprichter van stripstudio Mormic. Hij werkte mee aan de reeks Jacobus en Corneel en maakte een stripversie van Erik of het klein insectenboek van Godfried Bomans.
In 1997 stopte hij met werken voor Mormic en begon hij aan een stripreeks over twee heksen: Biep en Zwiep. Hierna maakte hij een reeks albums rond de M-Kids. Met Luk Wyns maakte hij de absurdistische strip Familie Backeljau, gebaseerd op de gelijknamige Vlaamse sitcom.
Ook werkte hij voor Studio 100. Hij begeleidde hierbij de tekenstudio en bouwde deze verder uit. Hij werkte hier onder andere samen met Bruno De Roover en Charel Cambré, die inmiddels net als Morjaeu bij Studio Vandersteen werken. In 2000 werd Morjaeu een van de drie vaste medewerkers van Jef Nys voor Jommeke. Morjaeu maakte samen met Peter Van Gucht de gagstrip Rafke de Raaf.
In februari 2005 werd Marc Verhaegen ontslagen als de tekenaar van Suske en Wiske. Morjaeu maakte vervolgens de overstap naar Studio Vandersteen, waar hij de leiding kreeg over het tekenteam van Suske en Wiske. Ook hier werkt hij weer samen met Peter Van Gucht, die de leiding heeft over het scenarioteam, met onder anderen Erik Meynen en Bruno De Roover. De eerste verhalen waarvoor Luc Morjaeu het tekenwerk verzorgde zijn Het mopperende masker en Het slapende goud.
Buiten het tekenen van strips is hij ook actief als illustrator. Zo was hij onder meer verantwoordelijk voor een van de illustraties in de dichtbundel Kerkhofwachters.
Op 6 september 2023 stopte Morjaeu na 18 jaar als tekenaar van Suske en Wiske. Het 370e album De Krijtkampioen was zijn laatste. Hij blijft wel werken voor Studio Vandersteen en wil zich meer bezighouden met beeldhouwen en schilderen.  

### Lijst van Suske en Wiske-albums, (mede) getekend door Morjaeu
- Het mopperende masker (2005)
- 288 Het slapende goud (2005)
- 289 De kaduke klonen (2005)
- De sinistere site (2005)
- 290 De blikken blutser (2006)
- 291 De bangeschieters (2006)
- De primitieve paljassen (2006)
- De pronte professor (2006)
- 292 De nachtwachtbrigade (2006)
- De vergeten vluchtelingen (2006)
- De terugkeer van de lepe luis (2006)
- Het rinkelende raderwerk (2006)
- Sinjeur Stekkepoot (2006)
- 293 De kaperkoters (2006)
- De weerwaterman (2006)
- 294 De tikkende tinkan (2007)
- 295 De krasse kroko (2007)
- 296 De curieuze neuzen (2007)
- 297 De joviale Gille (2007)
- De treiterende trien (2007)
- 298 De elfstedenstunt (2007)
- 299 Het babbelende bad (2008)
- De toetercup (2008)
- 300 Het machtige monument (2008)
- De bosbollebozen (2008)
- 301 De dartele draak (2008)
- 302 De sterrensteen (2008)
- De werken van Lambik (2009)
- 303 De knikkende knoken (2009)
- 304 De jokkende joker (2009)
- 305 De tijdbobijn (2009)
- 306 De stralende staf (2009)
- Krimson break (2009)
- 307 De rillende rots (2010)
- 308 De gamegoeroe (2010)
- Juffertje Janboel (2010)
- 309 De watersater (2010)
- 310 De halve Havelaar (2010)
- De meteomachine (2010)
- De barre bacterie (2010)
- 311 De stuivende stad (2010)
- 312 De zappende ziel (2011)
- 313 De kwakende queen (2011)
- Expeditie Robikson (2011)
- 314 Het lijdende Leiden (2011)
- De spottende spiegel (2011)
- 315 De bananenzangers (2011)
- 316 Krimsonia (2012)
- Het vurige Vitamitje (2012)
- 317 Het bizarre blok (2012)
- De coole Kastaar (2012)
- 318 De suikerslaven (2012)
- 319 Suske de rat (2012)
- 320 De tirannieke tor (2012)
- 321 Het ijzeren duel (2013)
- Het oog van Ra (2013)
- De krijgers van Sekhmet (2013)
- De verboden tempel (2013)
- 324 De royale ruiter (2013)
- 325 Het schrikkelspook (2014)
- Het vervloekte venster (2014)
- De tragische tante (2014)
- 326 De zwarte tulp (2014)
- 327 Het gebroken dorp (2014)
- Tante Biotica (2014)
- 328 Sterrenrood (2014)
- 329 Suskewiet (2015)
- 330 De fabuleuze freak (2015)
- 331 Sooi en Sientje (2015)
- 332 Het verloren verleden (2015)
- 333 De bibberende Bosch (2016)
- 335 Het lederen monster (2016)
- 336 Het omgekeerde land (2016)
- 338 De heldenmaker (2017)
- De zorgzoekers (2017)
- 339 De planeetvreter (2017)
- 340 Mami Wata (2017)
- 341 Het Monamysterie (2017)
- 342 De zwarte zwevers (2017)
- 343 SOS Snowbell (2018)
- 344 BRBS 2.0 (2018)
- 345 Operatie Siggy (2018)
- 346 Chronos en Chaos (2018)
- Het betoverende boek (2019)
- 347 Lambik Plastiek (2019)
- 348 De wrede wensput (2019)
- 349 Het lekkere lab (2019)
- 350 De nacht van de narwal (2019)
- 351 De verloren Van Eyck (2020)
- 352 Team Krimson (2020)
- 353 Het gewiste Wiske (2020)
- 354 De zwijgende Zwollem (2020)
- 355 De scheve Schot (2020)
- 356 De fluitende olifant (2021)
- 357 De zalige ziener (2021)
- 358 De drakenprinter (2021)
- Het blije bijenteam (2021)
- 359 De naamloze 9 (2021)
- 360 De drijvende dokters (2021)
- 361 De grot van Gregorius (2022)
- 362 De kale kroon (2022)
- 363 De maffe markies (2022)
- 364 De gulden krijger (2022)
- 365 De boze boleet (2022)
- 366 De geplaagde Plantijn (2023)
- 367 De harteloze Hein (2023)
- 368 De Rookburgh Rookies (2023)
- 369 De boterhammenman (2023)
- 370 De krijtkampioen (2023)
- De uil van Sidoneia (2024)
- De anonieme alchemist (2025)

In De anonieme alchemist speelt Luc Morjaeu zelf een rol.